# Witalij Hryniw
Witalij Mykolajowytsch Hryniw (ukrainisch Віталій Миколайович Гринів; * 5. April 1995 in Ternopil) ist ein ukrainischer Radsportler, der bei Rennen auf Straße und Bahn startet.

## Sportliche Laufbahn
2014 wurde Witalij Hryniw ukrainischer Meister im Punktefahren und mit Roman Schewtschuk, Roman Hladysch und Wladislaw Kreminski in der Mannschaftsverfolgung. 2017 errang er gemeinsam mit Hladysch bei den U23-Europameisterschaften die Bronzemedaille im Zweier-Mannschaftsfahren. Im Jahr darauf hatte er seinen bis dahin größten Erfolg, als er beim Lauf des Bahnrad-Weltcups in Milton das Scratchrennen gewann, nachdem er schon in der Saison zuvor in Minsk Bronze in derselben Disziplin geholt hatte. Zudem wurde er dreifacher nationaler Meister, in Omnium, Mannschaftsverfolgung (mit Oleksandr Krywytsch, Walerij Romanenkow und Wladislaw Schtscherban) und mit Schtscherban im Zweier-Mannschaftsfahren. In der Saison 2018/19 gewann er die Scratch-Gesamtwertung des Bahnrad-Weltcups.

## Erfolge

### Bahn
2014
- Ukrainischer Meister – Punktefahren, Mannschaftsverfolgung (mit Roman Schewtschuk, Roman Hladysch und Wladislaw Kreminski)

2017
- U23-Europameisterschaft – Zweier-Mannschaftsfahren (mit Roman Hladysch)

2018
- Weltcup in Milton – Scratch
- Ukrainischer Meister – Omnium, Mannschaftsverfolgung (mit Oleksandr Krywytsch, Walerij Romanenkow und Wladislaw Schtscherban), Zweier-Mannschaftsfahren (mit Wladislow Schtscherban)

2019
- Bahnrad-Weltcup 2018/19 – Gesamtwertung Scratch
- Ukrainischer Meister – Scratch, Mannschaftsverfolgung (mit Oleksandr Krywytsch, Kyrylo Zarenko, Roman Hladysch, Wladislaw Schtscherban und Oleksandr Smetaniuk)

2024
- Ukrainischer Meister – Punktefahren, Einerverfolgung, Punktefahren, Zweier-Mannschaftsfahren

### Straße
- Ukrainischer Meister – Straßenrennen